# Dominguiso

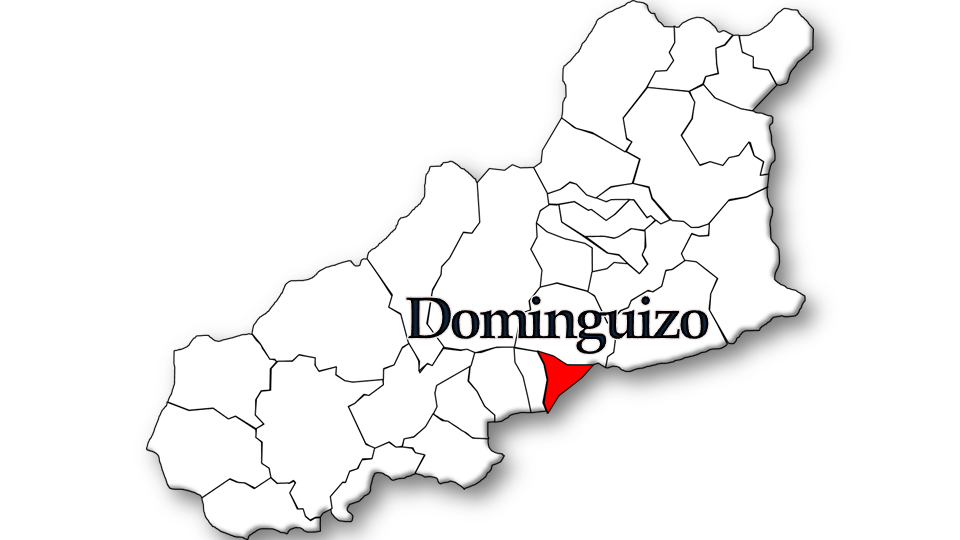
Localização da freguesia no Município da Covilhã

Dominguiso (antigamente Dominguizo, versão que surge ainda em vários documentos oficiais) é uma povoação portuguesa sede da Freguesia de Dominguiso do Município da Covilhã, freguesia com 4,95 km² de área e 1018 habitantes (censo de 2021), tendo, por isso, uma densidade populacional de 205,7 hab./km².

## Localização
Situa-se nas franjas da Serra da Estrela, mirando a Gardunha, e tendo o Rio Zêzere a seus pés.

## Lugares da freguesia
- São Sebastião
- Pinho Manso
- Cimo do Povo
- Fonte Velha
- Quintarola
- Adro

## Demografia
Nota: nos anos de 1911 e 1920 esteve anexada à freguesia de Tortosendo. Pelo decreto nº 12.541, de 22/10/1926, esta freguesia foi desanexada, ficando a constituir uma freguesia autónoma (Fonte: INE).
A população registada nos censos foi:
| Distribuição da População por Grupos Etários | Distribuição da População por Grupos Etários | Distribuição da População por Grupos Etários | Distribuição da População por Grupos Etários | Distribuição da População por Grupos Etários |
| -------------------------------------------- | -------------------------------------------- | -------------------------------------------- | -------------------------------------------- | -------------------------------------------- |
| Ano                                          | 0-14 Anos                                    | 15-24 Anos                                   | 25-64 Anos                                   | > 65 Anos                                    |
| 2001                                         | 175                                          | 176                                          | 629                                          | 208                                          |
| 2011                                         | 160                                          | 103                                          | 607                                          | 249                                          |
| 2021                                         | 133                                          | 99                                           | 487                                          | 299                                          |

## Topónimo
Da origem do nome de Dominguizo. Quanto ao topónimo existem três versões:
1. Segundo o Dr. Alexandre Carvalho Costa, em "Lendas, Historietas, Etimologias Populares e outras etimologias respeitantes a Cidades, Vilas, Aldeias e Lugares de Portugal Continental", baseia este topónimo "no facto de no português proto-histórico existem apelidos de homem DOMINIGUIZ e DOMINGUIZ (vidé Onomástico de A. A. Cortezão). Este último "Dominguiz", encontra-se ainda no Português-Histórico, em documentos do Séc. XIV, a par de DOMINGOS (vidé Antroponimia Portuguesa de Leite de Vasconcelos). O étimo de Dominguiso é, pois, a forma arcaica Dominguez.

DOMINGUEZ > DOMINGUIZ > DOMINGUISO
1. A antiga ainda não freguesia, conhecida por Divino Espírito Santo era anexa ao priorato de S. João do Monte in Colo, passaria mais tarde a Freguesia com o título de Vigaria. Não tendo Igreja e como o Povo era Cristão, tinha o hábito de ir todos os Domingos à missa. Para tal, dirigia-se a Alcaria, povoação mais próxima. Os habitantes de Alcaria começaram a chamar "DOMINGUEIROS" àqueles estranhos que todos os Domingos invadiam a sua Igreja. Mais tarde este povo viria a ser conhecido como DOMINGUEIRO e mais tarde ainda, como DOMINGUISO.
2. Nova versão diz respeito aos lacticínios, em especial devido à quantidade de queijo da serra lá produzido. Teria havia o "Senhor dos Queijos".

DOMINUS QUESUM > DOMINOGUESO > DOMINGUISO

### História
O Dominguiso é a terra de "Farrapeiros" que outrora, palmilhavam caminhos, em busca de trapo ou roupa velha, que esfarrapavam, para construir fio novo.
Farrapeiro - o mesmo que adelo (deriva da palavra Árabe ad-dallal), negociantes que compram e vendem roupas velhas, papéis, ferro-velho, metais, peles, cera, objectos usados e outros, ou seja, todo o tipo de material que possa ser reciclado e/ou reutilizado.
A recliclgem no Dominguizo, já se fazia em "1940".
Igualmente, se fazia aproveitamento de sucatas, metais, e borracha virgem.

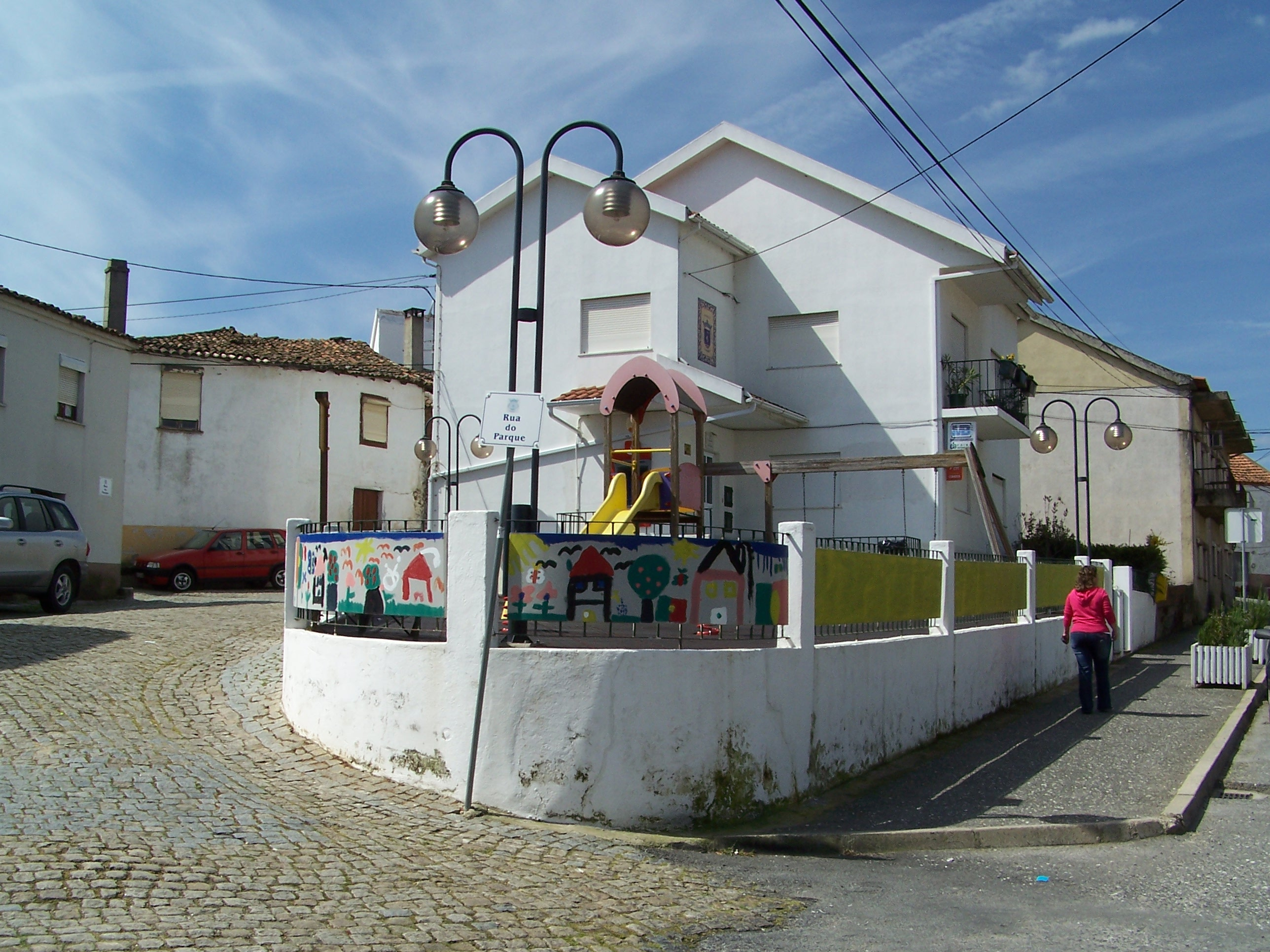
Parque infantil e edifício da Junta de Freguesia.

A onze quilómetros da sede do concelho, a freguesia do Dominguiso encontra-se nas faldas da Serra da Estrela, perto da margem direita do rio Zêzere.
Em termos administrativos, o Dominguiso pertenceu até 2 de Novembro de 1926 ao Tortosendo, tendo, a partir daí, constituído freguesia independente, embora também já tivesse sido paróquia nos séculos anteriores.
Em termos patrimoniais, destaca-se a capela de São Sebastião, tendo esta sido a primeira igreja paroquial da freguesia, antes da construção do actual templo matriz, em 1786, em honra do Divino Espírito Santo. O campanário, muito mais recente, é de 1922. No interior, podem ver-se algumas imagens sagradas, sendo as mais valiosas as do Imaculado Coração de Maria, Nossa Senhora da Conceição, Sagrado Coração de Jesus, Senhor dos Passos, Sagrada Família e São Sebastião. A igreja tem dois altares, um dedicado a nossa Senhora da Conceição e outra a Nossa Senhora do Rosário. Sem altar, estão as imagens de Nossa Senhora de Fátima e a de Nossa Senhora do Bom Parto.
Dominguiso é uma terra virada para o comércio, em contraste com a generalidade das freguesias vizinhas, essencialmente agrícolas. Em relação à sua economia, destaca-se então o comércio e alguns sectores industriais, como a indústria de confecção, a construção civil e a reciclagem de trapos.
Em relação à reciclagem de trapos, de notar que esta é a sucessora de uma actividade que, no passado, ocupava a grande maioria da população. A figura típica do farrapeiro, com o saco às costas e o habitual "pregão" ("Farrapo, peles, cera!"), entretinha os mais novos. Famoso era o Senhor Ezequiel, por volta da década de 1950, pessoa sempre ligada ao comércio, sendo um dos embaixadores de Dominguiso. A actividade, naturalmente, diversificou-se e actualmente existem ainda alguns Farrapeiros no Dominguiso, mas já mais modernizados e virados para o futuro.
A fisionomia actual da povoação, é-nos descrita por um suplemento do "Jornal do Fundão", de Julho de 1989, totalmente dedicado a esta freguesia: "A paisagem da localidade, em termos de habitações, é quase inenarrável: uma linha de construções novas, de cores fortes e variadas, risca o aglomerado ao meio. De um lado e do outro salvam-se poucas referências de construções típicas da região (…) Existe apenas um núcleo central, com habitações de traço antigo, alvenaria à mostra, balcões e janelas de madeira, de guilhotina, típicas da região. Mas, ao que nos disseram, os habitantes de Dominguiso têm orgulho no conjunto de habitações e vivendas, de todos os gostos e variedades, que se estende ao longo da estrada municipal.
Foi 1.ª Viscondessa de Dominguizo Teodora Alexandrina de Almeida Pais Castelo Branco, um título que lhe foi concedido por D. Luís I de Portugal por Decreto de 2 de Agosto e Carta de 7 de Setembro de 1871 em homenagem à memória do seu falecido marido e primo, José Augusto de Oliveira de Lima Pais Castelo Branco, e ao facto de ser a referida senhora uma beneficiária, protectora dos pobres e das crianças órfãs e abandonadas. O seu magnífico solar, a Casa do Espírito Santo, brasonado e conhecido como o palácio da Viscondessa, é uma das mais importantes construções da freguesia.
Na base desta família, Silvestre João Pais Castelo Branco, riquíssimo proprietário desta terra, que muitos apelidavam de "Dono do Dominguiso". Chega a dizer-se que este abastado nobre "ia de casa ao Fundão por terras só dele". Deixou tudo a uma sobrinha solitária, que as teria de deixar aos seus sobrinhos.
A ponte sobre o rio Zêzere é obra reivindicada pelas populações há mais de cinquenta anos e que se concretizou nos princípios dos anos 90.
(in Freguesia do Dominguizo pela Câmara Municipal da Covilhã)

## Atividades económicas
- Construção civil
- Reciclagem de trapos
- Comercialização de Vinho e cerejas da Quinta São Tiago

## Festas e romarias
- São Sebastião (Julho/Agosto)
- Divino Espírito Santo (3º Domingo de Agosto)
- Farrapeiros (Último fim de semana de Junho)

### Festivais Musicais
- Rock In Zêzere
- Free Mind Festival (Realizado Anualmente durante o mês de Julho)

## Gastronomia
- Bolo Xadrez
- Papas de Milho

### Vinicultura
- Tranca da Barriga (Quinta de S.Tiago):
  - Tinto Roriz
  - Tinto Monocasta
  - Branco
  - Rosé
  - Ginja
  - Geropiga
- Vinho Tinto e Braco Maduro | JBR
- Aguardente | JBR
- Génépi

## Coletividades
- Associação de Caça, Pesca e Tiro de Dominguiso
- Associação Farrapeiros
- Sport Lisboa e Águias do Dominguiso
- Vivênciar -Associação de Desenvolvimento Social
- AAD - Associação Amigos do Dominguiso

## Património
- Casa do Espírito Santo, Casa dos Castelo Branco, Palácio da Viscondessa ou Casa Neves
- Chafariz Público ou Fonte Nova e Fonte Velha
- Estátua do Farrapeiro
- Igreja Paroquial de Dominguiso
- Capela de São Sebastião
- Parque fluvial do rio Zêzere